# إجعلها تعمل!
اجعلها تعمل! هو برنامج تلفزيوني امريكي خاص تم عرضه اول مرة على قناة The CW في 26 اب 2020  يركز على مجموعة من النساء اللواتي يحاربن و يحاولن تقديم المساعدة و الدعم في مكافحة جائحة كوفيد-19.
قناة و شبكة The CW هي شبكة أمريكية حيث انها بدأت بثها في 19 أيلول 2006. في الولايات المتحدة الامريكية.

## روابط خارجية
- إجعلها تعمل!  في قاعدة بيانات الأفلام على الإنترنت (بالإنجليزية)

قالب:COVID-19 pandemic in the United States